# Польша на летних Олимпийских играх 1992
Польша принимала участие в Летних Олимпийских играх 1992 года в Барселоне (Испания), и завоевала 19 медалей, из которых 3 золотые, 6 серебряные и 10 бронзовые. Сборную страны представляли 201 спортсмен (149 мужчин, 52 женщины).

## Медалисты
| Медаль  | Спортсмен | Вид спорта                  | Дисциплина                                |
| ------- | --- | --------------------------- | ----------------------------------------- |
| Золото  | Вальдемар Легень | Дзюдо                       | Мужчины, до 86 кг                         |
| Золото  | Аркадиуш Скшипашек | Современное пятиборье       | Мужчины, личное первенство                |
| Золото  | Аркадиуш Скшипашек Дариуш Гозьдзяк Мацей Чижович | Современное пятиборье       | Мужчины, командное первенство             |
| Серебро | Мацей Фреймут Войцех Курпевский | Гребля на байдарках и каноэ | Мужчины, байдарка-двойка, 500 м           |
| Серебро | Рафал Шукала | Плавание                    | Мужчины, 100 м баттерфляем                |
| Серебро | Кшиштоф Семён | Тяжёлая атлетика            | Мужчины, до 82,5 кг                       |
| Серебро | Юзеф Трач | Греко-римская борьба        | Мужчины, до 74 кг                         |
| Серебро | Пётр Стемпень | Греко-римская борьба        | Мужчины, до 82 кг                         |
| Серебро | Дарюш Адамчук Марек Баёр Ежи Бженчек Дарюш Генсёр Марцин Ялоха Анджей Юсковяк Александер Клак Анджей Кобыляньский Войцех Ковальчик Марек Козьминьский Томаш Лапиньский Гжегож Мельцарский Ришард Станек Пётр Сверчевский Мирослав Валигура Дарюш Косела Аркадюш Онышко Дарюш Шуберт Томаш Вещицкий Томаш Валдох | Футбол                      | Мужчины                                   |
| Бронза  | Войцех Бартник | Бокс                        | Мужчины, до 81 кг                         |
| Бронза  | Гжегож Котович Дарюш Бялковский | Гребля на байдарках и каноэ | Мужчины, байдарка-двойка, 1000 м          |
| Бронза  | Изабеля Дылевская | Гребля на байдарках и каноэ | Женщины, байдарка-одиночка, 500 м         |
| Бронза  | Артур Партыка | Лёгкая атлетика             | Мужчины, прыжки в высоту                  |
| Бронза  | Сергюш Волчанецкий | Тяжёлая атлетика            | Мужчины, до 90 кг                         |
| Бронза  | Вальдемар Маляк | Тяжёлая атлетика            | Мужчины, до 100 кг                        |
| Бронза  | Малгожата Ксёнжкевич | Стрельба                    | Женщины, винтовка из трёх положений, 50 м |
| Бронза  | Пётр Келпиковский Адам Кшесиньский Цезарий Сесс Ришард Собчак Мариан Сыпневский | Фехтование                  | Мужчины, рапира, командное первенство     |
| Бронза  | Каетан Броневский | Академическая гребля        | Мужчины, одиночка                         |
| Бронза  | Войцех Янковский Мацей Ласицкий Яцек Стреих Томаш Томяк Михай Цесляк | Академическая гребля        | Мужчины, четвёрка распашная с рулевым     |

## Результаты соревнований

### Академическая гребля
В следующий раунд из каждого заезда проходили несколько лучших экипажей (в зависимости от дисциплины). В финал A выходили 6 сильнейших экипажей, остальные разыгрывали места в утешительных финалах B-D.
Мужчины
| Соревнование | Спортсмены        | Предварительный заезд | Предварительный заезд | Предварительный заезд | Отборочный заезд | Отборочный заезд | Отборочный заезд | Полуфинал     | Полуфинал     | Полуфинал     | Финал   | Финал   | Итоговое место |
| Соревнование | Спортсмены        | Заезд                 | Время                 | Место                 | Заезд            | Время            | Место            | Заезд         | Время         | Место         | Время   | Место   | Итоговое место |
| ------------ | ----------------- | --------------------- | --------------------- | --------------------- | ---------------- | ---------------- | ---------------- | ------------- | ------------- | ------------- | ------- | ------- | -------------- |
| одиночки     | Каетан Броневский | 3                     | 7:11,01               | 2                     | 2                | 7:01,64          | 1 Q              | Полуфинал A/B | Полуфинал A/B | Полуфинал A/B | Финал A | Финал A | 3              |
| одиночки     | Каетан Броневский | 3                     | 7:11,01               | 2                     | 2                | 7:01,64          | 1 Q              | 1             | 7:02,65       | 3 QA          | 6:56,82 | 3       | 3              |